# Дівоче джерело
«Дівоче джерело» (швед. Jungfrukällan) — шведський драматичний фільм 1960 року, поставлений режисером Інгмаром Бергманом за шведською народною баладою «Дочки Тере з Венге». Це один з декількох фільмів Бергмана, дія яких відбувається у далекому минулому (як «Сьома печатка» або «Особа»). У травні 1960 року стрічка брала участь в основній конкурсній програмі 14-го Каннського міжнародного кінофестивалю та отримала Спеціальну згадку журі. Фільм також отримав премію «Оскар» Американської кіноакадемії як Найкращий фільм іноземною мовою.

## Сюжет
У будинку на узліссі мешкає селянська сім'я: хазяїн (Макс фон Сюдов), його дружина, їхня дочка Карін (Біргітта Петтерсон) і донька хазяїна від першого шлюбу Інгері (Гуннель Ліндблум); з ними живе декілька слуг. Падчерка вагітна невідомо від кого. Вона майже ненавидить свою сестру та звертається за допомогою до бога Одіна.
Батьки відправляють молодшу дочку в сусіднє поселення, щоб вона відвезла до церкви свічки́. Падчерку посилають разом з нею. У лісі вони зустрічаються з чаклуном-відлюдником. Інгері відстає від сестри. Виїхавши на ясну поляну, нарядно одягнена молодша дочка хазяїна зустрічає трьох братів-обідранців (двох дорослих й однієї дитини), які пасуть кіз. Вона ділить з ними трапезу. Після вгамування голоду та спраги її ґвалтують і вбивають. Падчерка спостерігає за тим, що відбувається із-за кущів. Роздягнувши жертву і поклавши її дорогий одяг у свої мішки, брати йдуть в той бік, звідки приїхали сестри. Молодший брат-підліток кидає на обличчя і тіло убитої кілька жмень землі.
Брати приходять на нічліг до будинку хазяїна. Їх впускають у житло, саджають за стіл і залишають ночувати. Перед сном один із злочинців пропонує хазяйці купити дорогу, але брудну й розірвану сукню. Мати впізнає одяг своєї дочки. Ридаючи, вона повідомляє страшну звістку чоловікові.
Селянин виходить у двір подихати повітрям. У сінях він зустрічає Інгері, яка розповідає йому про все, що сталося і кається у власній провині. Хазяїн наказує доньці затопити лазню, а сам вирушає за березовими віниками. Після того, як селянин виходить з лазні, він озброюється ножем для забою худоби і приходить в сіни, де сплять вбивці. Він спокійно чекає світанку і вступає з кожним у бій поодинці. Після вбивства старших братів він піднімає на руки підлітка і розбиває його голову об одвірок.
Сім'я вирушає на пошуки тіла молодшої дочки. Знайшовши її, селянин відчайдушно молиться Богові та присягається збудувати на цьому місці храм. Коли мати підводить голову убитої, з-під неї пробивається джерело і перетворюється на чистий струмок — Дівоче джерело.

## У ролях
| Актор                        | Роль              |
| ---------------------------- | ----------------- |
| Макс фон Сюдов               | Тере              |
| Біргитта Вальберг            | Мерета            |
| Гуннель Ліндблум             | Інгері            |
| Біргітта Петтерссон          | Карін             |
| Аксель Дюберг                | худий             |
| Тур Іседаль                  | без'язикий        |
| Аллан Едвалль                | жебрак            |
| Уве Порат                    | хлопчик           |
| Аксель Слангус               | сторож біля моста |
| Гудрун Брост                 | Фріда             |
| Оскар Люнг                   | Симон             |
| Тур Буронг, Лейф Форстенберг | батраки           |

## Знімальна група
- Автор сценарію — Улла Всакссон, за баладою «Дочки Тере з Венге»
- Режисер-постановник — Інгмар Бергман
- Продюсер — Інгмар Бергман, Аллан Екелунд (в титрах на зазначені)
- Оператор — Свен Нюквіст
- Композитор — Ерік Нурдгрен
- Монтаж — Оскар Русандер
- Художник-постановник — Пер Аксель Лунгрен
- Художник з костюмів — Марик Вос-Лунд

## Історія цензури в США
Основні зауваження цензури до фільму викликала півторахвилинна сцена зґвалтування дівчини в лісі. Трибунал з цензури в Детройті змусив вирізати її, попри те, що до перегляду фільму в кінотеатрах допускалися лише дорослі. Комісія у справах штату Нью-Йорк зажадала видалити два короткі плани з сцени зґвалтування «оскільки вони були занадто відвертими. У цих кадрах один пастух знаходиться у недвозначній позі, а голі ноги розсовує інший пастух». У обох випадках дистриб'ютор погодився внести зміни.
Такі ж зміни були запропоновані в Форт-Верті. У 1962 році, після того, як дистриб'ютор відмовився внести зміни, цензори відмовили в дозволі на демонстрацію фільму, а Адміністративна комісія з цензури підтримала цю відмову. Позов до Окружного суду округу Таррант, а потім апеляція до Верховного суду штату Техас не принесли результату: суд в обох випадках став на сторону цензорів.

## Нагороди та номінації
| Список нагород та номінацій         | Список нагород та номінацій | Список нагород та номінацій     | Список нагород та номінацій | Список нагород та номінацій | Список нагород та номінацій |
| Кінофестиваль/Кінопремія            | Рік                         | Категорія                       | Номінант(и)                 | Результат                   | Дж                          |
| ----------------------------------- | --------------------------- | ------------------------------- | --------------------------- | --------------------------- | --------------------------- |
| Каннський міжнародний кінофестиваль | 1960                        | Золота пальмова гілка           | Дівоче джерело              | Номінація                   |                             |
| Каннський міжнародний кінофестиваль | 1960                        | Спеціальна згадка               | Дівоче джерело              | Перемога                    |                             |
| Премія «Оскар»                      | 1961                        | Найкращий фільм іноземною мовою | Дівоче джерело              | Перемога                    |                             |
| Премія «Оскар»                      | 1961                        | Найкращий дизайн костюмів       | Марик Вос-Лунд              | Номінація                   |                             |
| Премія «Золотий глобус»             | 1961                        | Найкращий фільм іноземною мовою | Дівоче джерело              | Перемога                    |                             |
| Премія «Kinema Junpo»               | 1962                        | Найкращий фільм іноземною мовою | Дівоче джерело              | Перемога                    |                             |
| Премія «Kinema Junpo»               | 1962                        | Найкращий іноземний режисер     | Інгмар Бергман              | Перемога                    |                             |